# Hipparchia apenninigena
Hipparchia apenninigena är en fjärilsart som beskrevs av Ruggero Verity 1923. Hipparchia apenninigena ingår i släktet Hipparchia och familjen praktfjärilar. Inga underarter finns listade i Catalogue of Life.